# Empatija
Empatija (iz staročkog παθος - osjećanje, strast) označava doslovno uživljavanje. 
Pojam dolazi iz estetike. Njemački filozof i psiholog Theodor Lipps uveo je izraz za uživljavanje (Einfühlung), u engleskom jeziku empatija označava "unošenje" (intuicijom i mimikom) vlastitih stavova i osjećanja u neko umjetničko djelo ili prirodnu pojavu.
Pojam se rabi u psihologiji za označavanje procesa neposrednog uživljavanja u emocionalna stanja, mišljenje i ponašanje drugih ljudi. 